# Акалын, Демет
Деме́т Акалы́н (тур. Demet Akalın) (родилась 23 апреля 1972, Гёльджюк) — турецкая популярная певица и бывшая модель. Благодаря популярным песням, которые она выпускала с середины 2000-х годов, она стала одним из самых узнаваемых имен турецкой поп-музыки. С 1997 года продала около 700 тысяч дисков в одной только Турции.

## Биография
В возрасте 18 лет Демет стала победительницей конкурса красоты «Мисс Майо», после чего в течение шести лет работала как профессиональная модель. Одновременно снялась в главной роли в двух фильмах. Одновременно с модельным бизнесом она начала петь в казино и выпустила свой первый студийный альбом Sebebim (рус. Моя причина) в 1996 году, который не имел успеха. Главный сингл альбома «Aşkın Açamadığı Kapı» (рус. Дверь, которую не может открыть любовь) принес Акалын музыкальную премию Турции в номинации «Песня года». С выпуском альбома Banane в 2004 году она стала известна в Турции. Настоящую популярность Акалын приобрела после выхода её хита «Tatil» (рус. Каникулы) и альбома Kusursuz 19 (рус. Безупречные 19) в 2006 году. В Турции Kusursuz 19 разошёлся тиражом в 147 тысяч экземпляров и приобрёл «золотой» статус. Следующий альбом Акалын Dans Et (рус. Танцуй), выпущенный в 2008 году, также пользовался значительным успехом на родине исполнительницы: продажи составили 128 тысяч копий, что в итоге принесло турецкой певице очередной «золотой» диск».
В 2010 году был издан шестой альбом Акалын Zirve (рус. Вершина), первые десять песен которого были обозначены на обратной стороне обложки как Dance Hits (рус. Танцевальные хиты), а последующие шесть композиций — как Slow Hits (рус. Медленные хиты). В Турции Zirve был реализован тиражом в 83 тысячи экземпляров и в итоге попал на 8-е место в списке самых продаваемых альбомов 2010 года.
Акалин, которая, по мнению музыкальных критиков , создала свой собственный стиль, часто появлялась на обложках журналов и была предметом многочисленных репортажей таблоидов. С 2007 по 2018 год она время от времени враждовала с Ханде Йенер, и их споры время от времени освещались в таблоидах. После того, как ее браки с Огузом Кайханом в 2006 году и Ондером Бекенсиром в 2010 году закончились разводом, она вышла замуж за Окана Курта в 2012 году, а в 2014 году в пары родился первый ребенок Хира. Пара развелась в 2018 году. 
По сей день она выиграла две «Золотые Бабочки». Награды и четыре премии Kral Turkey Music Awards, а также множество других наград и номинаций.

## Дискография

### Синглы
- Yalan Sevdan (Твоя ложная любовь) — 2000
- Tatil (Каникулы) — 2007
- Mucize (Чудо)- 2008
- Toz Pembe (Розовая пыль) — 2009

### Альбомы
- Sebebim (Моя причина)- 1996
- Unuttum (Я забыла) — 2003
- Banane (Какое мне дело) — 2004
- Kusursuz 19 (Безупречные 19) — 2006
- Dans Et (Танец) — 2008
- Zirve (Вершина) — 2010
- Aşk (Любовь) — 2011
- Giderli 16 — 2012
- Rekor (Рекорд) — 2014
- Pırlanta (Бриллиант) — 2015
- Rakipsiz (Непревзойдённый) — 2016
- Ateş (Огонь) — 2019

### Хиты
- Sebebim (Моя причина) — 1996
- Unuttum (Я забыла) — 2003
- Gazete (Газета) — 2003
- Bittim (Я закончила) — 2004
- Aşkın Açamadığı Kapı (Двери, которые любовь не смогла открыть) — 2005
- Vuracak (Ударит) — 2005
- Bir Anda Sevmiştim (Вдруг полюбила) — 2005
- Affedersin (Прости) — 2006
- Herkes Hak Ettiği Gibi Yaşıyor (Все живут как заслуживают) — 2006
- Mantık Evliliği (Брак по расчёту) — 2006
- Alçak (Низкий) — 2007
- Tatil (Каникулы) — 2007
- Mucize (Чудо) — 2008
- Bebek (Бебек) — 2008
- Gururum (Моя гордость) — 2008
- Toz Pembe (Розовая пыль) — 2009
- Tecrübe (Опыт) — 2010
- Evli, Mutlu, Çocuklu (Замужем, счастлива, и дети есть) — 2010
- Çanta (Сумочка) — 2010
- Bozuyorum Yeminimi (Нарушаю клятву) — 2010
- Olacak Olacak (Будет, будет) — 2010